# Trotro
Trotro é uma série de televisão de desenhos animados para crianças, tendo 66 episódios de 5 minutos, protagonizado por um burrinho cinzento. Escrito por Bénédicte Guettier e dirigido por Eric Cazes e Stéphane Lezoray. A série foi transmitida na France 5 em Zouzous no verão de 2011 e, mais tarde, Piwi +.

## Sinopse
A série conta com um pequeno burro cinzento, com seu amigos Lili, Boubou e Nana, sua namorada.

## Personagens
- Trotro: Trotro é um burrinho cinza que vive em uma casa com um jardim e playgrounds próximos. No desenho, você pode ver Trotro na praia ou na escola. Ele é apaixonado por Nana. Ele odeia peixe.
- Pai: o pai de Trotro. Trotro muitas vezes procura imitá-lo.
- Mãe: Esta é a mãe de Trotro, faz bons bolos.
- Nounours: é um ursinho de pelúcia, o melhor companheiro do Trotro.
- O cão no primeiro episódio (Trotro e a chuva), é um cão sentado em uma cadeira olhando Trotro deslizar sobre a água. Alguém poderia pensar que este é o cão do Trotro, mas sua ausência nos episódios seguintes não pode confirmá-la.
- Lili: uma das melhores amigas do Trotro. Ela é uma burrinha cor castanho, que muitas vezes ela brinca com o Trotro. Ela muitas vezes faz ciúmes na Nana.
- Nana é o amor do Trotro. É uma burrinha amarelada com cabelo encaracolado. No início, ela não gostava de Trotro.
- Boubou: É o melhor amigo do Trotro. Sua cor é castanho / alaranjado.
- Mamie: No episódio "A foto do Trotro" não a vemos, mas sabemos que é uma avó do Trotro. Sabemos também que ela deu-lhe um chapéu de Papai Noel no Natal.
- O "Doudou tout Mou", é um cobertor guardado na caixa de brinquedos do Trotro, que fica em seu quarto. Ele fica lembrando dos tempos que era um bebê quando o segura. O cobertor é amarelo ou roxo.
- Aglaé : É tartaruga encontrada pelo Trotro, e que pertence à Nana no episódio Trotro e a tartaruga.

## Vozes
- Gwenwin Sommier : Trotro
- Florine Orphelin : Lili
- Muriel Flory : Mãe do Trotro
- Vincent Jaspard : Pai do Trotro
- Caroline Combes : Nana
- Simon Koukissa : Boubou

## Episódios

### 1ª Temporada
1. Trotro et la pluie (Trotro e a Chuva)
2. Trotro musicien (Trotro músico)
3. Trotro et la neige (Trotro e a neve)
4. Allô Trotro ? (Alô Trotro?)
5. Trotro et la peche a la ligne (Trotro e a vara de pescar)
6. Trotro et le potager (Trotro e a horta)
7. Trotro et le poisson rouge (Trotro e o peixe vermelho)
8. Trotro fait de la peinture (Trotro faz uma pintura)
9. Trotro et son seau (Trotro e o balde)
10. Trotro ne veux pas preter (Trotro não empresta)
11. Trotro range sa chambre (Trotro arruma a bagunça)
12. Trotro cherche Nounours (Trotro procura Nounours)
13. Trotro lave Nounours (Trotro lava Nounours)
14. Trotro fait les courses (Trotro aposta corrida)
15. Trotro fait de la soupe (Trotro faz a sopa)
16. Trotro fait un gateau (Trotro faz um bolo)
17. Trotro amoureux (Trotro apaixonado)
18. Trotro veux un bonbon (Trotro quer um doce)
19. La photo de Trotro (A foto de Trotro)
20. Trotro et son lit (Trotro e sua cama)
21. Trotro et le cerf-volant (Trotro e sua pipa)
22. Trotro petit jardinier (O pequeno jardineiro Trotro)
23. Trotro dessine (O desenho de Trotro)
24. Trotro fait du vélo (Trotro e sua bicicleta)
25. Trotro et le petit oiseau (Trotro e o passarinho)
26. Trotro et le poisson (Trotro e o peixe)
27. Trotro et le compliment (Trotro e o elogio)
28. Trotro prend son bain (Trotro toma banho)
29. Trotro petit clown (Trotro o pequeno palhaço)
30. Chut Trotro ! (Silêncio Trotro!)
31. Trotro sait lire (Trotro sabe ler)
32. Trotro part en vacances (Trotro sai de férias)
33. Trotro et le chateau de sable (Trotro e o castelo de areia)
34. Trotro et un bébé (Trotro é um bebê)
35. Trotro est un petit papa (Trotro é um pequeno papai)
36. Trotro se déguise (Trotro se fantasia)
37. Trotro et le gouter sur l'herbe (O piquenique do Trotro)
38. Trotro est gourmand (Trotro é guloso)
39. Trotro et le sapin de noël (Trotro e a árvore de natal)
40. Trotro fait sa toilette (Trotro vai ao banheiro)
41. La cabane de Trotro (A cabana do Trotro)
42. Trotro et le bonhomme de neige (Trotro e o boneco de neve)
43. Trotro s'habille (As roupas do Trotro)
44. Trotro et le supermarché (Trotro e o supermercado)
45. Trotro est un petit monstre (Trotro é um pequeno montro)
46. Trotro joue a cache-cache (Trotro brinca de esconde-esconde)
47. Trotro épate Nana (Trotro espanta Nana)
48. Trotro joue dans son lit (Trotro brinca em sua cama)
49. Trotro et la tortue (Trotro e a tartaruga)
50. Trotro arrose (Trotro e o jardim)
51. Trotro fait la sieste (Trotro dorme)
52. Trotro fait du roller (Trotro anda de patins)
53. Trotro et le sac porte-bonheur (Trotro e seu saco de pular)
54. Trotro apprend a danser (Trotro aprende a dançar)
55. Trotro est de mauvaise humeur (Trotro é um malvado)
56. Trotro et l'anniversaire de Nana (Trotro e o aniversário da Nana)
57. Pas maintenant, Trotro ! (Não agora, Trotro!)
58. Trotro joue avec ses pieds (Trotro brinca com seus pés)
59. Trotro champion de judo (Trotro o campeão de Judô)
60. Trotro et son orchestre (Trotro e a orquestra)
61. La maison de Trotro (A casa do Trotro)
62. Trotro trottine (O patinete do trotro)
63. Le zoo de Trotro (O Zoo do Trotro)
64. Trotro fait tout pareil (Trotro faz tudo repedido)
65. Trotro et le herrison (Trotro e o ouriço)
66. Quand trotro sera grand (Trotro é um grande)

## Ligações Externas
- Lista de episódios